# Campionati africani di atletica leggera 2012 - Salto in alto maschile
Il concorso del salto triplo ai campionati africani di atletica leggera di Porto-Novo 2012 si è svolto il 1º luglio presso lo Stade Charles de Gaulle di Porto-Novo, in Benin.
La gara è sta vinta dal botswano Kabelo Kgosiemang.

## Medagliere
| Oro     | Kabelo Kgosiemang Botswana   |
| Argento | Ali Mohd Younes Idriss Sudan |
| Bronzo  | Mathieu Kiplagat Sawe Kenya  |

## Programma
| Data           | Ora   | Evento |
| -------------- | ----- | ------ |
| 1º luglio 2012 | 15:00 | Finale |

## Risultati

### Finale
| Class   | Atleta                 | Nazione      | 1.90 | 2.00 | 2.05 | 2.10 | 2.15 | 2.18 | 2.22 | 2.25 | 2.28 | Risultati | Notes |
| ------- | ---------------------- | ------------ | ---- | ---- | ---- | ---- | ---- | ---- | ---- | ---- | ---- | --------- | ----- |
| Oro     | Kabelo Kgosiemang      | Botswana     | –    | –    | –    | o    | o    | xxo  | xxo  | xo   | xxx  | 2.25      |       |
| Argento | Ali Mohd Younes Idriss | Sudan        | –    | –    | –    | xo   | o    | xxx  |      |      |      | 2.15      |       |
| Bronzo  | Mathieu Kiplagat Sawe  | Kenya        | –    | o    | o    | xxo  | o    | xxx  |      |      |      | 2.15      |       |
| 4       | William Woodcock       | Seychelles   | –    | xxo  | xo   | o    | xxx  |      |      |      |      | 2.10      |       |
| 5       | Jan Steytler           | Sudafrica    | –    | o    | xxx  |      |      |      |      |      |      | 2.00      |       |
| 6       | Jah Bennett            | Liberia      | –    | xo   | xxx  |      |      |      |      |      |      | 2.00      |       |
| 7       | Romain Akpo            | Benin        | o    | xxx  |      |      |      |      |      |      |      | 1.90      |       |
| 7       | Manirou Dembele        | Senegal      | o    | xxx  |      |      |      |      |      |      |      | 1.90      |       |
| nm      | Hubert de Beer         | Sudafrica    | xxx  |      |      |      |      |      |      |      |      | nm        |       |
| nm      | Boubacar Séré          | Burkina Faso | –    | xxx  |      |      |      |      |      |      |      | nm        |       |
| dns     | Abrahams Nikiema       | Burkina Faso |      |      |      |      |      |      |      |      |      | dns       |       |
| dns     | Romeo N'tia            | Benin        |      |      |      |      |      |      |      |      |      | dns       |       |